# 岐阜市立岐陽中学校
岐阜市立岐陽中学校（ぎふしりつ ぎようちゅうがっこう）は、かつて岐阜県岐阜市にあった公立中学校。

## 概要
- 梅林中学校の生徒数増加のため、華陽小学校校区を分離して開校した中学校であった。しかし校区の生徒数減少に伴い廃校。梅林中学校に統合された。
- 校舎は校区内に設置されず、新荒田川の対岸の厚見中学校校区の上川手に設置された。
- 閉校後、体育館は岐阜市岐陽体育館、運動場は岐陽運動場として使用されている。校舎は取り壊され、跡地は駐車場及び岐陽運動場の一部となっている。

## 沿革
- 1956年（昭和31年）4月1日 - 梅林中学校から分離し、岐阜市立梅林第二中学校として開校[1][2]。
- 1957年（昭和32年）4月1日 - 岐阜市立岐陽中学校に改称する。
- 1985年（昭和60年） - 体育館が完成[注釈 1]。
- 2000年（平成12年）3月31日 - 梅林中学校に統合され、廃校。